# Gmina Langeskov
Gmina Langeskov (duń. Langeskov Kommune) była w latach 1970-2006 (włącznie) jedną z gmin w Danii w okręgu Fionii (Fyns Amt).
Siedzibą władz gminy było miasto Langeskov.
Gmina Langeskov została utworzona 1 kwietnia 1970 na mocy reformy podziału administracyjnego Danii. Po kolejnej reformie w 2007 r. weszła w skład gminy Kerteminde.

## Dane liczbowe
- Liczba ludności: (♀ 3191 + ♂ 3174) = 6 365
  - wiek 0-6: 8,9%
  - wiek 7-16: 15,3%
  - wiek 17-66: 63,7%
  - wiek 67+: 12,1%
- zagęszczenie ludności: 148,0 osób/km² (2004)
- bezrobocie: 4,5% osób w wieku 17-66 lat
- cudzoziemcy z UE, Skandynawii i USA: 90 na 10 000 osób
- cudzoziemcy z krajów Trzeciego Świata: 200 na 10 000 osób
- liczba szkół podstawowych: 3 (liczba klas: 46)